# Bernardo Moreira
Bernardo Moreira (* 23. Juli 1965 in Lissabon) ist ein portugiesischer Jazzmusiker (Kontrabass, Komposition).

## Leben und Wirken

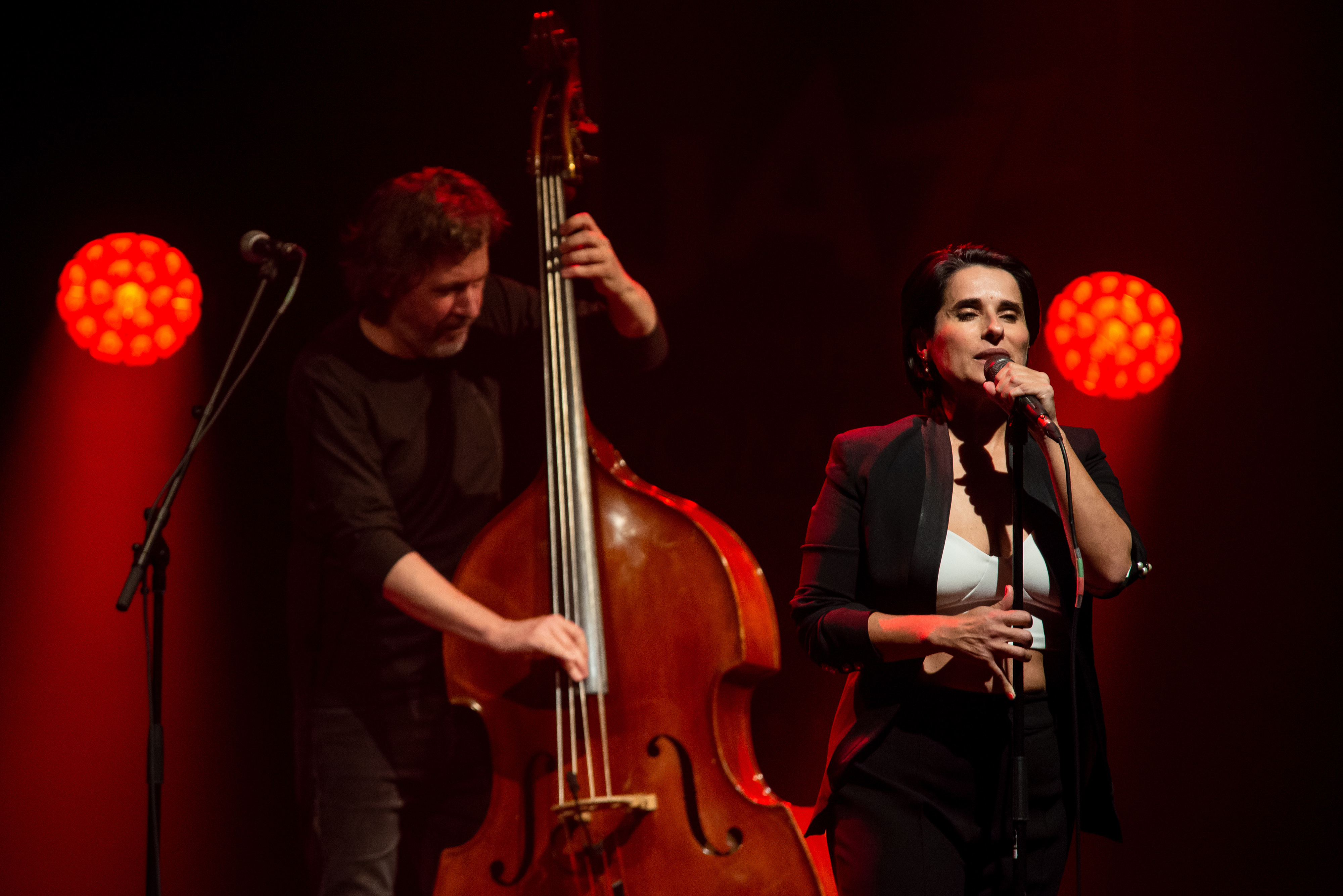
Bernardo Moreira mit Cristina Branco (2022, beim französischen Jazzfestival sous les pommiers in Coutances)

Moreira stammt aus einer musikalischen Familie; seine Brüder sind der Saxophonist Pedro Moreira und der Trompeter João Moreira. Er begann im Alter von sechs Jahren zu musizieren. Mit 16 Jahren begann er sein Kontrabass-Studium auf der Academia dos Amadores de Musica de Lisboa und studierte bei Fernando Flores, Niels-Henning Ørsted Pedersen, Rufus Reid und Reggie Workman.
In den späten 1980er Jahren spielte Moreira in verschiedenen Jazzclubs in Portugal und im Ausland mit Musikern wie Eddie Henderson, Norman Simmons, Al Grey, John Stubblefield, Carl Burnett, Frank Lacy und Jimmy Ponder. 1991 trat er mit Daniel Humair und Yves Robert beim internationalen Jazzfestival in Lissabon auf. Er arbeitete in Madrid mit Valery Ponomarev und tourte in den nächsten Jahren international mit dem Moreiras Jazztet, das er gemeinsam mit seinem Bruder Pedro leitete. 1992 tourte er mit Mário Laginha durch Belgien und Luxemburg und mit Julian und Steve Argüelles durch Großbritannien. Außerdem nahm er an einem Tribut an Art Blakey mit Benny Golson, Curtis Fuller und Henderson teil. 1993 spielte er auf den Kapverden mit Laginha und in Portugal mit Norma Winstone und Conrad Herwig; weiterhin tourte er durch die USA mit dem Moreiras Jazztet (das mit Freddie Hubbard als Gastsolist das Album Luandando aufnahm) und spielte mit Steve Nelson. Mitte der 1990er Jahre trat er mit Art Farmer, Ricky Ford und Maria Pia De Vito in Spanien auf. Überdies konzertierte er als Gastsolist mit dem Orquestra Metropolitana de Lisboa.
1998 veröffentlichte Moreira mit seinem Trio, zu dem Steve Slagle gehörte, Tudo muda. Mit seinem Sextett folgte 2002 das Album Ao Paredes Confesso für Emarcy. Dann bildete er ein Duo mit der Jazzsängerin Paula Oliveira, mit der die Alben Lisboa que adormece (2005) und Fado roubado (2007) erschienen. 2008 veröffentlichte er mit Matt Renzi, Jacob Sacks und André Sousa Machado Guimarães Jazz / TOAP |Colectivo Vol. 2. Seit mehr als zehn Jahren begleitet er die Fadosängerin Cristina Branco, mit der er auch in Deutschland auftrat. Er konzertierte regelmäßig bei den portugiesischen Jazzfestivals, etwa im Trio des Schlagzeugers Paulo Bandeira (mit Pianist João Paulo Esteves da Silva), und gehörte zu den Gruppen von Filipe Melo und Ricardo Dias, mit denen er auch aufnahm. Mit Katia Leonardo erschien 2016 das Album Lullaby Storm.
Sein Album Entre Paredes erhielt 2022 den renommierten Schallplattenpreis Prémio Carlos Paredes.